# Costanza Razzolini
Costanza Razzolini (Firenze, 13 aprile 1997) è una calciatrice italiana, attaccante dell'Arezzo.

## Carriera

### Club
Costanza Razzolini si appassiona al calcio già in giovane età e decide di tesserarsi con lo Scandicci venendo inserita nelle formazioni giovanili miste e giocando con i maschietti fino al raggiungimento dell'età massima imposta dalla federazione.
Notata dai selezionatori del Firenze, le propongono di tesserarsi con la squadra viola per partecipare in una formazione interamente femminile al Campionato Primavera di categoria. Nel Firenze Primavera gioca durante la stagione 2011-2012 e grazie alle prestazioni espresse nella giovanile la società le dà fiducia inserendola nella rosa della prima squadra dalla stagione entrante.
Fa il suo esordio in Serie A nella stagione 2012-2013, il 29 settembre 2012 sostituendo al 90' Elena Bruno partita titolare nella partita persa con il Torino per 0-1, scendendo in campo in altre nove occasioni, e dalla stagione successiva, la 2013-2014, ottiene il posto da titolare realizzando, su 23 partite disputate, 8 delle 43 reti siglate dal Firenze in tutto il campionato, dietro al bomber Arianna Ferrati (10) e Deborah Salvatori Rinaldi (9).
Nell'estate 2015, a seguito della fondazione della Fiorentina Women's come sezione femminile affiliata all'omonimo club maschile e da accordi con il Firenze, viene inserita in rosa nella nuova squadra che disputa la stagione 2015-2016. Nel campionato di Serie A 2015-2016 trova poco spazio, impiegata solamente in 8 occasioni, alle quali si aggiungono le 2 presenze in Coppa Italia e dove sigla una rete al Bologna CF nei turni preliminari.
Nell'agosto 2016 la Fiorentina la cede con in prestito al San Zaccaria per la stagione entrante.
Nel settembre 2017 passa in prestito all'Arezzo, compagine che disputa il campionato di Serie B.

### Nazionale
Dopo essere stata convocata per gli stages dalla Federazione Italiana Giuoco Calcio (FIGC), il responsabile tecnico della nazionale italiana under 17 Enrico Sbardella decide di inserirla in rosa nella squadra per l'amichevole con le pari età dell'Austria del 9 maggio 2012. La buona prova di Razzolini convince Sbardella a riutilizzarla in diverse altre occasioni, pur sempre in amichevole, e per l'edizione 2013 del Torneo di la Manga. Con la maglia delle Azzurrine U17, fino al raggiungimento dell'età per rientrare nella categoria, scende in campo sei volte.
Passata nel 2015 alla formazione under 19, ancora sotto la guida tecnica di Sbardella, viene inserita in rosa nella squadra che affronta la fase élite delle qualificazioni all'Europeo di categoria di Slovacchia 2016, facendo il suo esordio nel torneo UEFA il 5 aprile 2016 all'Hobro Stadium di Hobro, nell'incontro dove le Azzurrine vengono superate dalla Spagna per 4-0. Gioca anche le altre due, 1-1 con la Danimarca e 3-0 sull'Irlanda del Nord, risultati che non consentono all'Italia il passaggio del turno. Superata l'età massima conclude la sua esperienza con la U-19 con 7 presenze.
Razzolini è solitamente inserita nella rosa della nazionale sperimentale under 23.